# Rhopalophthalmus dakini
Rhopalophthalmus dakini är en kräftdjursart som beskrevs av O. Tattersall 1957. Rhopalophthalmus dakini ingår i släktet Rhopalophthalmus och familjen Mysidae. Inga underarter finns listade i Catalogue of Life.